# Morti nel 1694
| Questa pagina contiene informazioni ricavate automaticamente dalle voci biografiche con l'ausilio del template Bio e di un bot. L'aggiornamento è periodico e automatico e ricostruisce completamente la pagina. Se manca una persona in questa lista, sei pregato di non aggiungerla, ma accertati piuttosto che la sua voce biografica contenga il template Bio e che i dati anagrafici siano correttamente compilati. Se il template Bio manca, inseriscilo tu stesso o, in alternativa, metti l'avviso {{tmp\|Bio}} che ne segnala la mancanza. Se i dati riportati sono sbagliati, correggi direttamente la voce biografica; le modifiche saranno visibili in questa lista entro pochi giorni. Per chiarimenti vedi il progetto biografie. La lista contiene solo le 94 persone che sono citate nell'enciclopedia e per le quali è stato implementato correttamente il template Bio. Pagina aggiornata al 10 ago 2025. |

## Gennaio(5)
- 2 gennaio - Henry Booth, I conte di Warrington, militare e politico inglese (n. 1652)
- 6 gennaio - Francesco Morosini, doge (n. 1619)
- 17 gennaio - Pierre de Guibours, storico e genealogista francese (n. 1625)
- 19 gennaio - Francesco Maria di Lorena, nobile francese (n. 1624)
- 31 gennaio - Michael Oswald von Thun-Hohenstein, conte e funzionario boemo (n. 1631)

## Febbraio(10)
- 1º febbraio - Leonhard Baldner, naturalista tedesco (n. 1612)
- 1º febbraio - Johann Ludwig von Elderen, vescovo cattolico tedesco (n. 1620)
- 4 febbraio - Natal'ja Kirillovna Naryškina, nobile russa (n. 1651)
- 5 febbraio - Leopold Wilhelm von Königsegg-Rothenfels, nobile e politico tedesco (n. 1630)
- 6 febbraio - Dandara, rivoluzionaria brasiliana
- 9 febbraio - Anne-Marie Bigot de Cornuel, letterata francese (n. 1605)
- 17 febbraio - Antoinette Des Houlières, letterata francese (n. 1634)
- 19 febbraio - Jerzy Franciszek Kulczycki, diplomatico, nobile e imprenditore polacco
- 19 febbraio - Francis Wheler, ammiraglio inglese (n. 1656)
- 20 febbraio - Ludovico Trasi, pittore italiano (n. 1634)

## Marzo(5)
- 5 marzo - Vittoria della Rovere, nobile italiana (n. 1622)
- 9 marzo - Aleksej Andreevič Golicyn, nobile russo (n. 1632)
- 10 marzo - Paul Fréart de Chantelou, collezionista d'arte e ingegnere militare francese (n. 1609)
- 11 marzo - Jean-Nicolas Geoffroy, compositore, clavicembalista e organista francese (n. 1633)
- 30 marzo - Francis Howard, V barone Howard di Effingham, nobile inglese (n. 1643)

## Aprile(6)
- 4 aprile - Magdalena Sibylla von Neitschütz, nobildonna tedesca (n. 1675)
- 9 aprile - Angelo Berardi, compositore italiano
- 16 aprile - Chiara Clemenza di Maillé, nobile francese (n. 1628)
- 18 aprile - Antonio Maria Bianchi, teologo e filosofo italiano (n. 1630)
- 18 aprile - William Douglas, duca di Hamilton, nobile scozzese (n. 1634)
- 27 aprile - Giovanni Giorgio IV di Sassonia, nobile tedesco (n. 1668)

## Maggio(6)
- 1º maggio - Maria Elisabeth Lämmerhirt, tedesca (n. 1644)
- 4 maggio - Luigi Antonio del Palatinato-Neuburg, arcivescovo cattolico tedesco (n. 1660)
- 12 maggio - Nicolaas Marten Fierlants, pittore olandese (n. 1621)
- 17 maggio - Johann Michael Bach, musicista tedesco (n. 1648)
- 20 maggio - Robert Spencer, I visconte Teviot, politico e nobile inglese (n. 1629)
- 24 maggio - Anthony Cary, nobile e politico scozzese (n. 1656)

## Giugno(4)
- 2 giugno - Gaspar Téllez-Girón y Sandoval, generale e politico spagnolo (n. 1625)
- 17 giugno - Philip Howard, cardinale e vescovo cattolico britannico (n. 1629)
- 24 giugno - Carlo Ciceri, cardinale e vescovo cattolico italiano (n. 1618)
- 27 giugno - Francesco Luigi di Lorena, nobile francese (n. 1623)

## Luglio(4)
- 1º luglio - Manuel de la Torre y Gutiérrez, arcivescovo cattolico spagnolo (n. 1635)
- 2 luglio - Philip Christoph Königsmarck, militare svedese (n. 1665)
- 25 luglio - Hishikawa Moronobu, pittore e incisore giapponese (n. 1618)
- 29 luglio - Solimano di Persia, persiano (n. 1648)

## Agosto(7)
- 1º agosto - John Michael Wright, pittore britannico (n. 1617)
- 8 agosto - Antoine Arnauld, teologo, filosofo e matematico francese (n. 1612)
- 22 agosto - Samuele Aboab, rabbino italiano (n. 1610)
- 22 agosto - Bernardo da Offida, religioso italiano (n. 1604)
- 22 agosto - Maria Sofia De la Gardie, nobile, banchiere e imprenditrice svedese (n. 1627)
- 28 agosto - Francesco Antonio Picchiatti, architetto, ingegnere e archeologo italiano (n. 1617)
- 30 agosto - Louis de Crevant, duca di Humières, generale francese (n. 1628)

## Settembre(6)
- 6 settembre - Francesco II d'Este, nobile italiano (n. 1660)
- 11 settembre - Alberto Mugiasca, vescovo cattolico italiano (n. 1635)
- 14 settembre - Sofia Augusta di Anhalt-Zerbst, nobile (n. 1663)
- 24 settembre - Niccolò Pietro Bargellini, patriarca cattolico e diplomatico italiano (n. 1630)
- 29 settembre - Leopoldo Ludovico del Palatinato-Veldenz, nobile tedesco (n. 1625)
- 29 settembre - Katarzyna Sobieska, nobile polacca (n. 1634)

## Ottobre(8)
- 8 ottobre - Giovanna Maria di Monaco, principessa monegasca (n. 1645)
- 12 ottobre - Charles Boyle, III visconte Dungarvan, nobile e politico inglese (n. 1639)
- 13 ottobre - Johann Christoph Pezel, compositore, violinista e trombettista tedesco (n. 1639)
- 18 ottobre - Pierre Ango, fisico, matematico e gesuita francese (n. 1640)
- 20 ottobre - Cristiano II di Sassonia-Merseburg, duca (n. 1653)
- 23 ottobre - Vincenzo Gonzaga Doria, militare italiano (n. 1606)
- 26 ottobre - Samuel von Pufendorf, giurista e filosofo tedesco (n. 1632)
- 27 ottobre - Gevherhan Sultan, principessa ottomana (n. 1642)

## Novembre(7)
- 14 novembre - Cristiano III Maurizio di Sassonia-Merseburg, duca (n. 1680)
- 22 novembre - John Tillotson, arcivescovo anglicano e teologo britannico (n. 1630)
- 23 novembre - Jean Talon, funzionario francese (n. 1626)
- 25 novembre - Ismael Bullialdus, astronomo e presbitero francese (n. 1605)
- 26 novembre - Stechinelli, politico e banchiere italiano (n. 1640)
- 28 novembre - Matsuo Bashō, poeta giapponese (n. 1644)
- 29 novembre - Marcello Malpighi, medico, anatomista e fisiologo italiano (n. 1628)

## Dicembre(10)
- 1º dicembre - Louis Parrocel, pittore e incisore francese (n. 1634)
- 2 dicembre - Pierre Puget, scultore, pittore e architetto francese (n. 1620)
- 7 dicembre - Tiberio Fiorilli, attore teatrale italiano (n. 1608)
- 9 dicembre - Paolo Segneri, gesuita, scrittore e predicatore italiano (n. 1624)
- 11 dicembre - Ranuccio II Farnese, duca (n. 1630)
- 12 dicembre - Filippo Lauri, pittore italiano (n. 1623)
- 20 dicembre - Erasmus Finx, scrittore tedesco (n. 1627)
- 28 dicembre - Henry Arundell, III barone Arundell di Wardour, nobile e politico inglese (n. 1607)
- 28 dicembre - Maria II d'Inghilterra, regina britannica (n. 1662)
- 31 dicembre - Sigismondo III Gonzaga, nobile italiano (n. 1625)

## Senza giorno specificato(16)
- Giovanni Francesco Bafico, religioso e poeta italiano (n. 1622)
- Antonio Carabelli, scultore svizzero (n. 1648)
- James Cecil, IV conte di Salisbury, nobile e politico britannico (n. 1666)
- Giuseppe Colombi, compositore e musicista italiano (n. 1635)
- Frans Geffels, architetto e pittore fiammingo (n. 1625)
- Catharina Regina von Greiffenberg, scrittrice austriaca (n. 1633)
- Francis Lodwick, linguista e mercante olandese (n. 1619)
- Ercole Antonio Mattioli, politico e diplomatico italiano (n. 1640)
- René Ouvrard, compositore, musicista e presbitero francese (n. 1624)
- Giovanni Peruzzini, pittore italiano
- Vincenzo Pietrosanti, scultore italiano (n. 1624)
- Giuseppe Rosa, arcivescovo cattolico italiano (n. 1635)
- Domenico Santi, pittore italiano (n. 1621)
- Cornelis van der Beck, scultore fiammingo
- Abraham van der Wenne, incisore olandese (n. 1656)
- Pieter van der Willigen, pittore fiammingo (n. 1634)